# Тальхунче
Тальхунче́ (перс. طالخونچه‎) — небольшой город в центральном Иране, в провинции Исфахан. Входит в состав шахрестана Мобареке.

## География
Город находится в южной части Исфахана, в гористой местности восточного Загроса, на высоте 1708 метров над уровнем моря.
Тальхунче расположен на расстоянии приблизительно 40 километров к юго-юго-западу (SSW) от Исфахана, административного центра провинции и на расстоянии 372 километров к югу от Тегерана, столицы страны. Ближайший гражданский аэропорт расположен в городе Зерриншехр.

## Население
По данным переписи, на 2006 год население составляло 9 307 человек; в конфессиональном составе преобладают мусульмане-шииты.